# Helocharina
Helocharina är ett släkte av insekter. Helocharina ingår i familjen dvärgstritar.
Kladogram enligt Catalogue of Life:
| Helocharina | \| \| Helocharina gayi \| \| \| \| \| \| Helocharina vidanoi \| \| \| \| |
|             | \| \| Helocharina gayi \| \| \| \| \| \| Helocharina vidanoi \| \| \| \| |
|             | Helocharina gayi                                                         |
|             |                                                                          |
|             | Helocharina vidanoi                                                      |
|             |                                                                          |